# Meliscaeva darjeelingensis
Meliscaeva darjeelingensis är en tvåvingeart som beskrevs av Datta och Chakraborti 1986. Meliscaeva darjeelingensis ingår i släktet flickblomflugor, och familjen blomflugor. Inga underarter finns listade i Catalogue of Life.